# Tłumienie

Wykładniczy zanik drgań słabo tłumionych rozchodzących się w strunie.

Tłumienie (gaśnięcie) drgań – zmniejszanie się amplitudy drgań układu drgającego wraz z upływem czasu, spowodowane stratami energii. Tłumienie drgań obserwowane jest zarówno w układach mechanicznych jak elektrycznych.
W przypadku fal biegnących tłumienie prowadzi do zmniejszania się amplitudy fali wraz ze wzrostem odległości od źródła.
Za pomocą pojęć użytych do opisu tłumienia drgań (współczynnik tłumienia / średni czas życia) można opisać przejście atomu lub cząsteczki ze stanu wzbudzonego do niższego stanu energetycznego, połączone z wypromieniowaniem kwantu energii promieniowania elektromagnetycznego.

## Oscylator harmoniczny tłumiony liniowo

### Równanie ruchu oscylatora harmonicznego tłumionego liniowo
Najprostszym przypadkiem tłumienia są drgania harmoniczne tłumione liniowo, tj. takie, w których siła tłumiąca jest proporcjonalna do prędkości ciała drgającego. Równanie ruchu tłumionego liniowo oscylatora harmonicznego ma postać:
{\displaystyle m{\frac {d^{2}x(t)}{dt^{2}}}+b{\frac {dx(t)}{dt}}+kx(t)=0.}
Równanie to jest zmodyfikowanym równaniem drgań swobodnego oscylatora harmonicznego – dodatkowy człon
{\displaystyle F=-bv=-b{\frac {dx}{dt}}}
reprezentuje współrzędną {\displaystyle F} wektora siły tłumiącej {\displaystyle {\vec {F}},} o której zakłada się, że jest przeciwnie skierowana do prędkości {\displaystyle {\vec {v}}} drgającego ciała i do niej proporcjonalna; stąd wynika znak {\displaystyle -} w powyższym wzorze; {\displaystyle b\ \left[\mathrm {\frac {kg}{s}} \right]} – współczynnik proporcjonalności: im jest większy, tym większe jest tłumienie drgań. Równanie oscylatora przekształca się do postaci
{\displaystyle {\frac {d^{2}x(t)}{dt^{2}}}+2\beta {\frac {dx(t)}{dt}}+\omega _{0}^{2}x=0}
gdzie: 
{\displaystyle \beta ={\frac {b}{2m}}\ \left[\mathrm {\frac {1}{s}} \right]} – współczynnik tłumienia,
{\displaystyle \omega _{o}={\sqrt {\frac {k}{m}}}\ \left[\mathrm {\frac {1}{s}} \right]} – częstość kołowa oscylatora nietłumionego.

### Rozwiązanie równania ruchu oscylatora harmonicznego tłumionego liniowo
Równanie oscylatora harmonicznego tłumionego liniowo jest równaniem różniczkowym zwyczajnym 2-go rzędu o stałych współczynnikach. Metoda rozwiązania tego typu równań różniczkowych, podana przez Eulera, polega na założeniu rozwiązania w postaci wykładniczej, zależnej od dwóch niewiadomych:
{\displaystyle x=Ae^{\gamma t},}
gdzie {\displaystyle A} – nieznana amplituda drgań, {\displaystyle \gamma } – nieznana liczba zespolona. Podstawiając to rozwiązanie do równania oscylatora otrzymuje się tzw. równanie charakterystyczne równania różniczkowego:
{\displaystyle \gamma ^{2}+2\beta \gamma +\omega _{o}^{2}=0.}
Równanie to ma dwa pierwiastki {\displaystyle \gamma _{+}} i {\displaystyle \gamma _{-}} (por. rozwiązania równania kwadratowego):
{\displaystyle \gamma _{+}=-\beta +{\sqrt {\beta ^{2}-\omega _{o}^{2}}},}
{\displaystyle \gamma _{-}=-\beta -{\sqrt {\beta ^{2}-\omega _{o}^{2}}}.}
Równanie ruchu oscylatora jest sumą dwóch funkcji wykładniczych, zawierających pierwiastki {\displaystyle \gamma _{+}} i {\displaystyle \gamma _{-}}
{\displaystyle x(t)=Ae^{\gamma _{+}t}+Be^{\gamma _{-}t},}
gdzie {\displaystyle A} i {\displaystyle B} – stałe, zależne od warunków początkowych:
{\displaystyle A={\frac {v(0)-\gamma _{-}x(0)}{\gamma _{+}-\gamma _{-}}}={\frac {v(0)-\gamma _{-}x(0)}{2{\sqrt {\beta ^{2}-\omega _{o}^{2}}}}}}
{\displaystyle B={\frac {\gamma _{+}x(0)-v(0)}{\gamma _{+}-\gamma _{-}}}={\frac {\gamma _{+}x(0)-v(0)}{2{\sqrt {\beta ^{2}-\omega _{o}^{2}}}}}}
oraz:
{\displaystyle x(0)} – wychylenie początkowe,
{\displaystyle v(0)} – prędkość początkowa.
Powyższe wzory na stałe {\displaystyle A,B} otrzymuje się podstawiając {\displaystyle t=0} do wzorów na {\displaystyle x(t)} oraz {\displaystyle v(t)} i rozwiązując otrzymany układ dwóch równań, przy czym
{\displaystyle v(t)=A\gamma _{+}e^{\gamma _{+}t}+B\gamma _{-}e^{\gamma _{-}t}}
– wzór zależności prędkości oscylatora od czasu; wzór ten uzyskuje się poprzez obliczenie pochodnej po czasie wzoru {\displaystyle x(t).}
Funkcja {\displaystyle x(t)} jest funkcją wykładniczą, gdy wykładniki {\displaystyle \gamma _{+}} i {\displaystyle \gamma _{-}} są rzeczywiste, co zachodzi, gdy {\displaystyle \beta ^{2}-\omega _{o}^{2}\geqslant 0;} staje się zaś funkcją oscylacyjną, gdy {\displaystyle \gamma _{+}} i {\displaystyle \gamma _{-}} są urojone, co zachodzi, gdy {\displaystyle \beta ^{2}-\omega _{o}^{2}<0.} Podział ten odpowiada opisanym niżej sytuacjom fizycznym.

## Bezwymiarowy współczynnik tłumienia. Klasyfikacja tłumień liniowych
Do opisu zachowania się tłumionego układu drgającego definiuje się bezwymiarowy współczynnik tłumienia {\displaystyle \zeta } (zeta):

Wykresy ruchu układu drgającego o prędkości początkowej równej zero, odchylonego z położenia równowagi, dla różnych współczynników tłumienia

{\displaystyle \zeta ={\frac {\beta }{\omega _{0}}}={\frac {b}{2{\sqrt {mk}}}}.}
Wartość tłumienia {\displaystyle \zeta } określa zachowanie się układu. Wyróżnia się:
- tłumienie silne {\displaystyle (\zeta >1)} – układ nie wykonuje oscylacji, a podąża według zaniku wykładniczego do równowagi; im większa jest wartość tłumienia {\displaystyle \zeta } tym układ wolniej powraca do równowagi,
- tłumienie krytyczne {\displaystyle (\zeta =1)} – układ powraca do równowagi bez oscylacji i jest to najszybsze dążenie do równowagi bez oscylacji,
- tłumienie słabe {\displaystyle (0<\zeta <1)} – układ oscyluje ze zmniejszającą się wykładniczo amplitudą i częstością mniejszą od częstości układu nietłumionego; wzrost tłumienia powoduje szybszy zanik amplitudy oraz zmniejszenie częstości drgań układu do wartości

{\displaystyle \omega ={\sqrt {\omega _{0}^{2}-\beta ^{2}}}=\omega _{0}{\sqrt {1-\zeta ^{2}}}}
– im większe tłumienie {\displaystyle \zeta }, tym mniejsza częstotliwość drgań (por. wykresy drgań tłumionych).
- brak tłumienia {\displaystyle (\zeta =0)} – układ wykonuje drgania swobodne, tj. o stałej amplitudzie, ze swoją naturalną częstotliwością {\displaystyle \omega _{o}.}

## Tłumienie silne
Przy silnym tłumieniu {\displaystyle (\zeta >1)} rozwiązanie równania ruchu oscylatora ma postać
{\displaystyle x(t)=Ae^{\gamma _{+}t}+Be^{\gamma _{-}t},}
przy czym wykładniki funkcji eksponencjalnych są liczbami rzeczywistymi i dla czasu większego od zera są ujemne. Oznacza to, że przebieg jest sumą dwóch zaników wykładniczych, o różnym czasie połowicznego zaniku. Zależne od położenia i prędkości początkowej współczynniki {\displaystyle A} i {\displaystyle B} decydują o charakterze zaniku. Ze względu na to, że wykładnik w drugim członie jest ujemny i co do wartości bezwzględnej większy, to po pewnym czasie {\displaystyle t_{m}} (zależnym od położenia początkowego i prędkości początkowej) drugi człon będzie znacznie mniejszy od pierwszego; wówczas można go pominąć – dalej zanik będzie wykładniczy i określony wzorem:
{\displaystyle x(t)=Ae^{\gamma _{+}t},t>t_{m}.}

### Drgania wymuszone, silnie tłumione

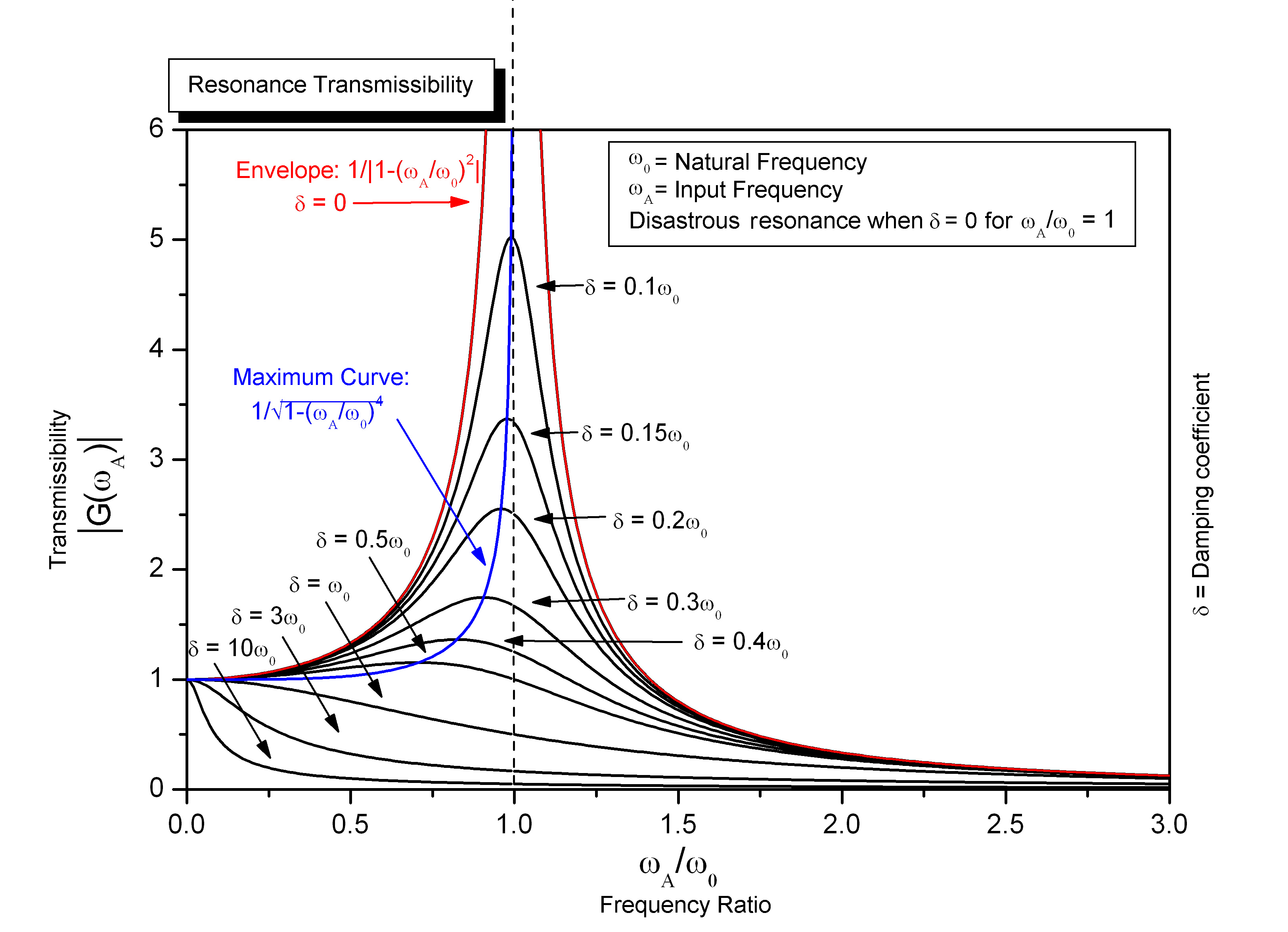
Zależność amplitudy drgań wymuszonych stacjonarnych od częstotliwości dla różnych współczynników tłumienia. Tu - częstotliwość siły wymuszającej, - częstotliwość drgań swobodnych oscylatora.

Układ o silnym tłumieniu pobudzany siłą harmoniczną określoną wzorem
{\displaystyle F(t)=C\cos(\omega _{A}t),}
gdzie {\displaystyle \omega _{A}} - częstotliwość zmian siły wymuszającej drgania.
W stanie stacjonarnym wykonuje drgania o częstości równej częstotliwości siły wymuszającej, przesunięte w fazie względem drgań pobudzających, dane wzorem:
{\displaystyle x(t)=A\cos(\omega _{A}t+\delta ),}
gdzie amplituda drgań A jest równa:
{\displaystyle A={\frac {C}{\sqrt {4\beta ^{2}\omega _{A}^{2}+(\omega _{A}^{2}-\omega _{0}^{2})^{2}}}},}
a przesunięcie fazowe {\displaystyle \delta {:}}
{\displaystyle \operatorname {tg} \delta ={\frac {2\,\beta \,\omega _{A}}{\omega _{A}^{2}-\omega _{0}^{2}}}.}
Z wzoru na {\displaystyle A} wynika, że amplituda osiąga maksymalną wartość, gdy częstotliwość siły wymuszającej zbliża się do częstotliwości drgań własnych oscylatora, tj. gdy {\displaystyle \omega _{A}\to \omega _{0}.} W przypadku drgań tłumionych {\displaystyle \beta \neq 0,} dlatego w pobliżu rezonansu amplituda drgań nie osiąga niszczącej wartości (jak ma to miejsce dla drgań nietłumionych: ponieważ {\displaystyle \beta =0,} to amplituda rośnie do nieskończoności dla {\displaystyle \omega _{A}=\omega _{0},} co prowadzi do zniszczenie układu).
Dokładniej zależność amplitudy drgań wymuszonych od częstotliwości siły wymuszającej dla różnych wartości tłumienia przedstawia wykres, przy czym przypadek silnego tłumienia odpowiada na wykresie wartościom dużego przesunięcia fazowego {\displaystyle \delta } (krzywe czarnego koloru, mocno spłaszczone), zaś przypadkowi małego tłumienia odpowiadają krzywe o wyraźnych maksimach.

## Tłumienie krytyczne
Tłumienie krytyczne zachodzi dla {\displaystyle \zeta =1,} co odpowiada {\displaystyle \beta ={\omega _{0}}.} Jest to sytuacja graniczna między układem oscylującym a nieoscylującym. Układ mający w czasie początkowym {\displaystyle t=0} położenie {\displaystyle x(0)=A} wraca do położenia równowagi w najkrótszym czasie, nie przechodząc przy tym przez położenie równowagi. Rozwiązanie równania ruchu układu ma postać:
{\displaystyle x(t)=Ae^{-\omega _{0}t}.}
Prędkość układu określa wzór:
{\displaystyle v(t)=-A\omega _{0}e^{-\omega _{0}t}=-\omega _{0}x(t).}

## Tłumienie lekko przetłumione
Gdy oscylator jest przetłumiony, ale tłumienie jest niewiele większe od krytycznego {\displaystyle (\zeta =1+\varepsilon } oraz {\displaystyle \varepsilon \ll 1),} to rozwiązanie równania ruchu oscylatora można przybliżyć wzorem:
{\displaystyle x(t)=(A+B\,t)\,e^{-\omega _{0}t},}
gdzie:
{\displaystyle A=x(0),}
{\displaystyle B=v(0)+\omega _{0}\cdot x(0).}
Aby zanalizować ten przypadek ruchu załóżmy, że stała {\displaystyle A} ma dodatnia wartość (analiza dla wartości ujemnej jest analogiczna do tu omówionej). Wtedy funkcja {\displaystyle x(t)} ma miejsce zerowe tylko wtedy, gdy {\displaystyle B<0.} Gdy tak jest, to układ przejdzie jeden raz przez położenie równowagi, a po wychyleniu się w przeciwną stronę będzie nieskończenie długo dochodzić do punktu równowagi. Przypadek {\displaystyle B<0} zachodzi, gdy {\displaystyle v_{0}<-\omega _{0}\cdot x_{0}}, tj. gdy wektor prędkości początkowej układu drgającego jest skierowany w stronę punktu równowagi (wtedy współrzędna {\displaystyle v_{0}} wektora prędkości początkowej ma znak przeciwny do współrzędnej położenia początkowego {\displaystyle x_{0}}) i prędkość początkowa ma wartość większą od {\displaystyle \omega _{0}\cdot x_{0}}.
Gdy zas {\displaystyle v_{0}=-\omega _{0}\cdot x_{0},} to wówczas {\displaystyle B=0} i funkcja {\displaystyle x(t)}  ma postać  {\displaystyle x(t)=A\,e^{-\omega _{0}t},} podobną do funkcji w przypadku tłumienia krytycznego; wtedy układ podąża do punktu równowagi po krzywej zaniku wykładniczego.

### Drgania wymuszone, lekko przetłumione
Układ o tłumieniu niewiele większym od tłumienia krytycznego jest pobudzany siłą harmoniczną określoną wzorem:
{\displaystyle F=C\cos(\omega _{A}t),}
gdzie {\displaystyle \omega _{A}} - częstotliwość zmian siły wymuszającej drgania.
W stanie stacjonarnym układ wykonuje drgania harmoniczne opisane wzorem:
{\displaystyle x(t)={\frac {C}{\omega _{A}^{2}+\omega _{0}^{2}}}\cos(\omega _{A}t+\delta ),}
gdzie:
{\displaystyle \operatorname {tg} \delta ={\frac {2\,\omega _{A}\,\omega _{0}}{\omega _{A}^{2}-\omega _{0}^{2}}}.}

## Tłumienie słabe
Słabe tłumienie zachodzi gdy {\displaystyle 0<\zeta <1.}

Wykres drgania słabo tłumionego, opisanego przez funkcję dla

Układ wykonuje oscylacje, amplituda drgań zbiega wykładniczo do zera. Równanie charakterystyczne ma pierwiastki zespolone. Rozwiązanie równania ruchu ma postać:
{\displaystyle x(t)=Ae^{-\beta t}\cos({\omega t+\phi _{0}}),}
gdzie:
{\displaystyle \phi _{0}} – początkowa faza drgań,
{\displaystyle A} – amplituda początkowa,
{\displaystyle \omega =\omega _{0}{\sqrt {1-\zeta ^{2}}}} - częstość kołowa drgań układu.
Faza początkowa drgań i amplituda początkowa są parametrami zależnymi od warunków początkowych. 
Częstotliwość drgań układu {\displaystyle \omega } jest mniejsza od częstości kołowej {\displaystyle \omega _{0}} tego oscylatora bez tłumienia. 
Poszczególne człony rozwiązania mają następujący sens:
- {\displaystyle Ae^{-\beta t}} – opisuje wykładniczy zanik amplitudy,
- {\displaystyle \cos({\omega t+\phi _{0}})} – opisuje oscylacje układu.

### Drgania wymuszone, słabo tłumione
Układ o słabym tłumieniu pobudzany jest siłą harmoniczną określoną wzorem:
{\displaystyle F=C\cos(\omega _{A}t),}
gdzie {\displaystyle \omega _{A}} - częstotliwość zmian siły wymuszającej drgania.
W stanie stacjonarnym układ wykonuje drgania o częstości równej częstotliwości siły pobudzającej, opisane wzorem:
{\displaystyle x(t)=A\cos(\omega _{A}t+\delta ),}
gdzie:
{\displaystyle A={\frac {C}{\sqrt {4\beta ^{2}\omega _{A}^{2}+(\omega _{A}^{2}-\omega _{0}^{2})^{2}}}}} -  amplituda drgań,
{\displaystyle \operatorname {tg} \delta ={\frac {2\,\beta \,\omega _{A}}{\omega _{A}^{2}-\omega _{0}^{2}}}} - przesunięcie fazowe.
Dla wymuszonych drgań słabo tłumionych w pobliżu rezonansu amplituda drgań osiąga dużą wartość i silnie zależy od częstotliwości siły wymuszającej. Dokładniej zależność amplitudy drgań wymuszonych od częstotliwości siły wymuszającej dla różnych wartości tłumienia przedstawia wykres, pokazany wyżej, w rozdziale nt. silnego tłumienia, przy czym przypadek słabego tłumienia odpowiada na wykresie wartościom małego przesunięcia fazowego {\displaystyle \delta } (krzywe czarnego koloru o wyraźnych maksimach).

## Tłumienie wtelekomunikacji
Tłumienie pojawia się, gdy podczas komunikacji sygnały przesyłane są w postaci fal rozchodzących się w medium, które je pochłania lub rozprasza powodując, że tylko część emitowanej w nadajniku energii dociera do odbiornika. Zarówno fale elektromagnetyczne przemieszczające się w powietrzu czy światłowodach, jak i sygnały elektryczne w kablach miedzianych ulegają pochłanianiu lub rozpraszaniu. Tłumienie zależy od parametrów medium oraz odległości między uczestnikami komunikacji.
Prócz stałego oddawania energii w postaci promieniowania, energia sygnału zużywana jest również na przemieszczanie go w medium. Sygnał jest najczęściej falą elektromagnetyczną, która w miarę poruszania się w nośniku zużywa własną energię do pokonywania jego oporów. Wynikiem tego jest nieustanne osłabianie amplitudy sygnału. Im dłuższy przewód, tym więcej oporów sygnał musi pokonać na swojej drodze. Opory te wytłumiają (osłabiają) stopniowo sygnał, tak że po przebyciu pewnej drogi dane niesione przez ów sygnał przestają być czytelne dla odbiorcy.
Tłumienie nie stanowi problemu w sieciach, w których kable są na tyle krótkie, że moc sygnału jest wystarczająca do tego, by dotrzeć do wszystkich przyłączonych do sieci urządzeń. Jeśli wymagane są dłuższe kable, można na nich zamontować wzmacniaki.
Jednym z podstawowych parametrów opisujących zdolność danego łącza do realizacji transmisji (kabel, światłowód, łącze bezprzewodowe) jest tłumienność. Wielkość ta określa spadek mocy sygnału przepływającego przez dane łącze transmisyjne.

## Tłumienie nieliniowe
Kiedy ciało zawieszone na sprężynie czy nici drga w powietrzu, to siłą przeciwdziałającą jego swobodnemu drganiu jest opór powietrza. Dla małych prędkości opór ten jest proporcjonalny do prędkości ciała, jednak dla dużych prędkości opór rośnie już nieliniowo. Efekt ten jest znacznie silniejszy w przypadku, gdy drganie odbywa się cieczy, np. w wodzie lub oleju. 
Także w przypadku przechodzenia fal elektromagnetycznych przez ośrodki materialne w ogólności występuje tłumienie nieliniowe ruchu falowego.
Równania ruchu opisujące tłumienia w sytuacjach nieliniowych na ogół nie mają rozwiązań analitycznych – stosuje się metody numeryczne, jak np. metoda Rungego-Kutty. Przykładowo: w przypadku wahadła o dużych amplitudach drgań samo równanie drgań swobodnych jest równaniem nieliniowym, gdy zaś dochodzi do tego tłumienie nieliniowe, to rozwiązanie analityczne takiego równania staje się niemożliwe.